# یوهان لودویگ مووینکل
یوهان لودویگ مووینکل (انگلیسی: Johan Ludwig Mowinckel؛ ۲۲ اکتبر ۱۸۷۰ – ۳۰ سپتامبر ۱۹۴۳) یک سیاست‌مدار اهل نروژ و نهمین نخست‌وزیر این کشور بود.